# Ignaz Semmelweis
Ignaz Philipp Semmelweis, hongarès: Ignác Fülöp Semmelweis (Buda (Hongria), 1 de juliol del 1818 - Viena (Imperi austríac) 13 d'agost del 1865,) fou un metge hongarès d'origen alemany que va establir les bases del tractament modern de les ferides en inferir que la transmissió per contacte era la causa de les infeccions de les ferides, concretament va estudiar les infeccions puerperals.
Ignác Fülöp Semmelweis fou obstetra, i amb les seves observacions va aconseguir disminuir dràsticament, en un 70%, la taxa de mortalitat per sèpsia puerperal (una forma de febre puerperal) entre les dones que donaven a llum al seu hospital, mitjançant la recomanació als obstetres que es rentessin les mans amb una solució de calç clorurada abans d'atendre els parts. La comunitat científica de la seva època el va injuriar i va acabar morint víctima de la septicèmia als 47 anys en un asil. Alguns anys després, Louis Pasteur publicaria la hipòtesi microbiana i Joseph Lister estendria la pràctica quirúrgica higiènica a la resta d'especialitats mèdiques. Actualment és considerat una de les figures mèdiques pioneres en antisèpsia i prevenció de les infeccions nosocomials i de la iatrogènia.

## Infància i joventut
Semmelweis, fill d'un acomodat propietari d'una botiga de queviures, d'origen germànic, neix a Buda, a la riba dreta del Danubi, en un barri comercial de la capital hongaresa de població majoritàriament alemanya. Cursa estudis elementals al Gimnàs Catòlic de Buda, i del 1835 al 1837 es forma a la Universitat de Pest, a l'altre costat del riu.
El novembre de 1837 viatja a Viena per desig del seu pare per llicenciar-se en Dret austríac, però la seva participació en una autòpsia li fa abandonar el dret i comença a cursar estudis a l'Allgemeines Krankenhaus, Hospital General de Viena, on es convertirà en alumne de Josef Škoda (professor de clínica mèdica), Karl von Rokitansky (professor d'anatomia patològica) i Ferdinand von Hebra (professor de dermatologia), tres insignes metges austríacs. En 1839 s'inaugura l'Escola de Medicina de Budapest i torna a la seva ciutat natal per continuar-hi la seva formació, però el 1841 torna a Viena, descontent amb l'ensenyament rebut a Budapest.
El 1844 es llicencia en Medicina i passa els dos anys següents treballant amb Rokitansky i dedicat a l'estudi de la infecció en el camp de la cirurgia. Durant aquest temps neixen, alhora, la seva inquietud recurrent i la seva insatisfacció permanent: «Tot el que aquí es fa em sembla molt inútil; les morts se succeeixen de la manera més simple. Es continua operant, però, sense intentar saber veritablement per què un malalt sucumbeix abans que altres en casos idèntics.»
El 1846, amb 28 anys, obté el doctorat en obstetrícia i és nomenat assistent del professor Klein, en una de les maternitats de l'Hospici General de Viena. És el començament d'una obsessió.

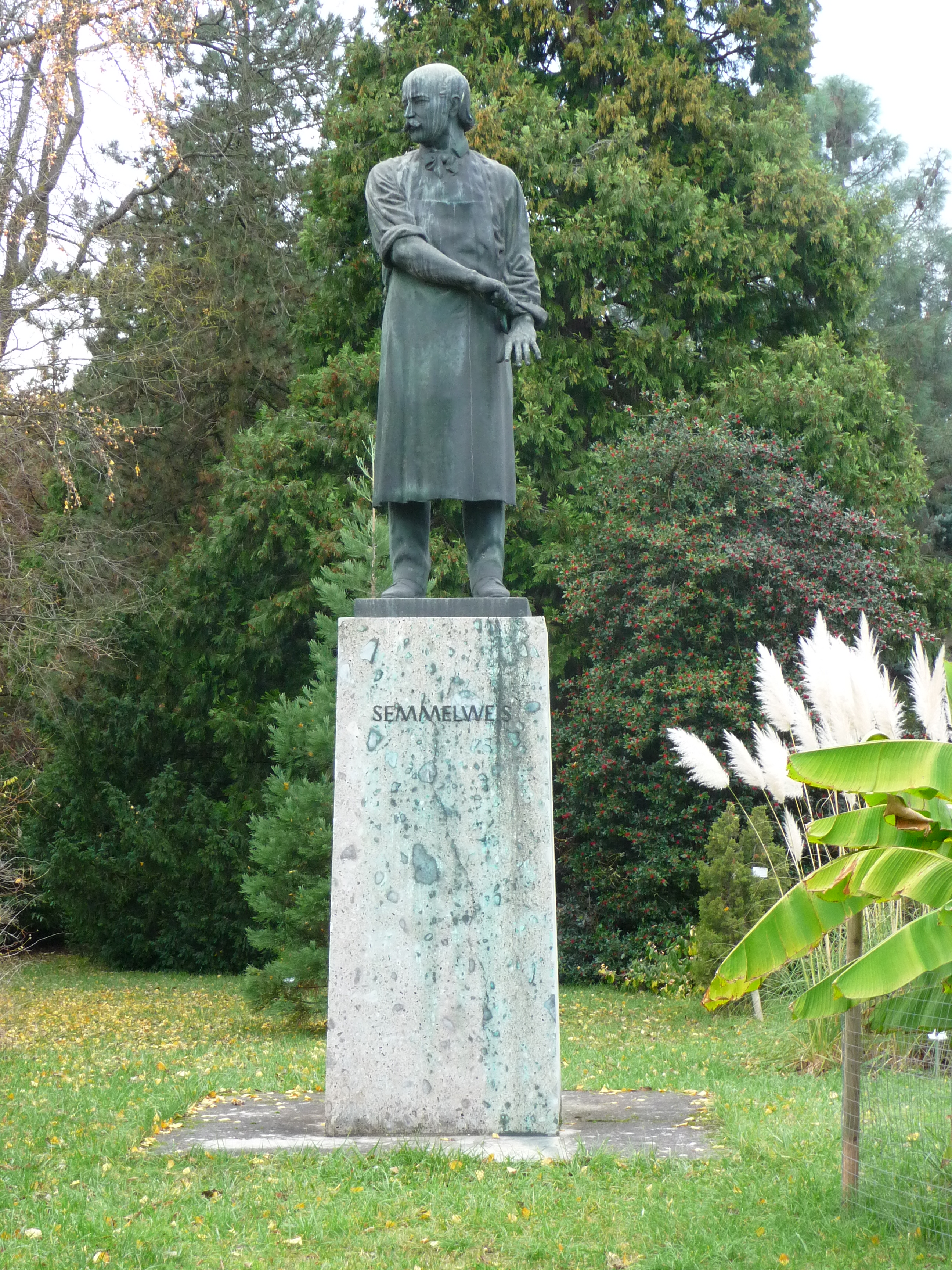
Estàtua a Heidelberg (Baden-Württemberg), Alemanya.

## Antecedents de la febre puerperal
El primer tractat de ginecologia va ser escrit per Johann Peter Lotichius, professor de la Universitat de Rinteln (Alemanya) el 1630. Aquest estudi sobre la naturalesa de la dona es va titular originalment Gynaicologia; el canvi de nomenclatura a l'actual apareixeria el 1730.
A la fi del segle xviii comença a estendre's la hipòtesi de les «miasmes» com a causa de les infeccions, inclosa la sèpsia puerperal, però fins al 1795 no es comencen a publicar estudis en què es recomanen mesures higièniques com el rentat de mans després d'assistir malaltes afectades d'aquest procés infecciós (i abans d'atendre nous parts) o la utilització de certs antisèptics abans de reutilitzar l'instrumental.
L'evidència és aclaparadora i L. J. Boër, al començament del segle xix, comença a aplicar normes similars a la Maternitat de Viena, on va aconseguir reduir la mortalitat materna fins al 0,9%. El seu successor, el doctor Klein, deixarà d'aplicar-les, de manera que la mortalitat ascendirà fins al 29,3% (gairebé una de cada tres dones ateses durant el part en aquesta maternitat morien després de donar a llum). Oliver Wendell Holmes publica el 1843 On the Contagiousness of Puerperal Fever, on recomana expressament que «un metge dedicat a atendre parts s'ha d'abstenir de participar en autòpsies de dones mortes per febre puerperal; i si ho fa, s'ha de rentar acuradament, canviar-se tota la roba i esperar almenys 24 hores abans d'atendre un part».
L'estament mèdic oficial, però, segueix reticent a acceptar aquestes conclusions, i els dos obstetres estatunidencs més importants de l'època (H. L. Hodge i C. D. Meigs) menyspreen i rebutgen públicament les propostes de Holmes. En aquest context acadèmic, però a través de la seva pròpia línia d'investigació, Semmelweis desenvoluparà el seu treball tot just quatre anys després, a la mateixa Maternitat de Viena que encara dirigia el Doctor Klein.
| LA FEBRE PUERPERAL A EUROPA A MITJAN SEGLE XIX | LA FEBRE PUERPERAL A EUROPA A MITJAN SEGLE XIX | LA FEBRE PUERPERAL A EUROPA A MITJAN SEGLE XIX |
| ---------------------------------------------- | ---------------------------------------------- | ---------------------------------------------- |
| CIUTAT                                         | CLÍNICA                                        | MORTALITAT (%)                                 |
| Viena                                          | Clínica de Klein                               | 40                                             |
| Berlín                                         | Clínica de Schuld                              | 26                                             |
| Edimburg                                       | Clínica de Simpson                             | 22                                             |
| París                                          | Clínica de Dubois                              | 18                                             |

## El descobriment

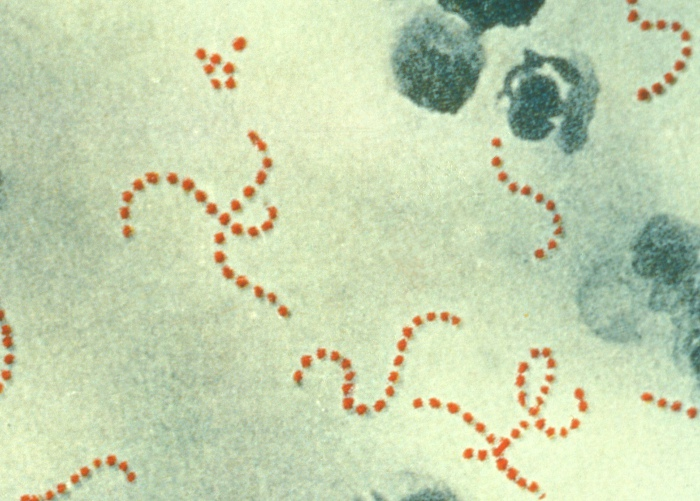
Streptococcus agalactiae, l'agent causant més freqüent de la sèpsia puerperal per contaminació amb flora autòctona, a 10000 augments. La infecció estudiada per Semmelweis es devia a contaminació des cadàvers amb bacteris anaerobis.

Al cap de poc de començar a treballar a la Maternitat de Viena, Semmelweis comença a observar amb preocupació l'alta taxa de mortalitat entre les parteres, entre forts dolors, febre alta i una intensa pudor.
En aquest hospici es disposava de dues sales de parts: una dirigida pel doctor Klein i una altra pel doctor Bartch. En la primera, la mortalitat registrada el 1842 havia assolit una xifra del 30%, però en els primers mesos del 1846, l'any en què el jove metge hongarès entra a formar part de la plantilla, la xifra rondava el 96%. Utilitzant un rudimentari mètode epidemiològic va començar a estudiar les diferències entre ambdós pavellons: el de Klein era el més freqüentat pels estudiants de medicina, que atenien les parteres després de les seves sessions de medicina forense al pavelló d'anatomia. En canvi, la sala de parts de Bartch era més utilitzada per les llevadores, però quan els estudiants visitaven la seva sala la mortalitat també augmentava en aquesta. Això el va portar a formular l'enginyosa (i correcta) teoria que els estudiants transportaven algun tipus de «matèria putrefacta» des dels cadàvers fins a les dones, i que aquest era l'origen de la febre puerperal. Va concloure que els estudiants de medicina transportaven "partícules cadavèriques" a les mans.:95
Una vegada que es va identificar la causa de l'augment de mortalitat de la primera clínica, com les partícules de cadàvers adherides a les mans dels examinadors, va ser fàcil explicar el motiu pel qual les dones que donaven a llum al carrer tenien una taxa de mortalitat notablement més baixa que les que donaven a llum a la clínica.
El doctor Klein no estava d'acord amb les conclusions de Semmelweis: les seves pròpies teories sobre el problema van des de la brusquedat dels estudiants a l'hora de realitzar els exàmens vaginals fins al fet que la majoria eren estrangers (procedents d'Hongria, sobretot).
De fet, Klein arriba a expulsar vint-i-dos dels seus estudiants, i es queda tan sols amb vint, però això no millora la situació entre les dones que van a la clínica per donar a llum. Es conserven algunes cartes d'aquesta època de Semmelweis al seu amic Markusovsky: «No puc dormir ja. El desesperant so de la campaneta que precedeix al sacerdot portador del viàtic ha penetrat per sempre en la pau de la meva ànima. Tots els horrors de què diàriament sóc testimoni impotent em fan la vida impossible. No puc romandre en la situació actual, on tot és fosc, on l'únic categòric és el nombre de morts.»
L'octubre del 1846 decideix instal·lar un lavabo a l'entrada de la sala de parts i obliga els estudiants a rentar-se les mans abans d'examinar les embarassades. El doctor Klein es nega a acceptar aquesta mesura i el dia 20 d'aquest mes acomiada intempestivament el seu ajudant. A l'espera que Skoda li aconsegueixi una plaça al seu hospital, emprèn un viatge de dos mesos per Europa amb el seu amic Markusovsky. A la tornada coneix la notícia de la mort de Jakob Kolletschka, professor d'anatomia i bon amic seu, per enverinament a la sang, després de produir-se una ferida accidental durant una dissecció i desenvolupar uns símptomes similars als de la febre puerperal. Aquest fet el convenç que la causa són certs exsudats presents als cadàvers:
| « | Aquest esdeveniment em va sensibilitzar extraordinàriament i, quan vaig conèixer tots els detalls de la malaltia que l'havia matat, la noció d'identitat d'aquest mal amb la infecció puerperal de la qual morien les parteres es va imposar tan bruscament en el meu esperit, amb una claredat tan enlluernadora, que des de llavors vaig deixar de buscar per altres llocs. | » |

## El rebuig
Per influència de Skoda és admès com a ajudant a la sala del doctor Bratch. Tot i que no es coneix l'existència dels microorganismes causants de les infeccions, se'n pot intuir l'existència a través dels seus efectes i de l'olor que se'n desprén: «Desodorar les mans, tot el problema rau en això.»
A petició seva, els estudiants de la sala del professor Klein passen a la sala del professor Bartch: és el maig del 1847, i aquest mes la mortalitat en aquesta sala puja del 9% al 27%.
Immediatament decideix preparar una solució de clorur càlcic i obliga tots els estudiants que hagin estat treballant al pavelló de disseccions aquell dia o l'anterior a rentar-se abans d'examinar les embarassades, de manera que la mortalitat descendeix al 12%.
Durant aquest període realitza un minuciós treball descriptiu sobre les defuncions i les circumstàncies en què se succeeixen, consulta els arxius i registres de la Maternitat de Viena des de la seva obertura el 1784-1848 i elabora taules creuant les dades de parts, defuncions i taxes de mortalitat per a aquests anys.
El juny d'aquest any diagnostica de càncer d'úter una dona que es creia embarassada. Després d'explorar cinc dones durant el part, les cinc moriran per febre puerperal, cosa que li permet generalitzar les seves conclusions: les mans poden ser vectors de transmissió de substàncies infectants.
Decideix estendre la pràctica del rentat amb clorur càlcic a qualsevol que hagi d'examinar les embarassades, i la mortalitat cau fins al 0,23%.
No obstant això, per vanitat o per enveja, els principals cirurgians i obstetres europeus ignoren o rebutgen el seu descobriment. Arriben a afirmar que no és possible reproduir els resultats del seu experiment i que ha falsejat les estadístiques obtingudes. Només cinc professors li mostraran suport públic: Skoda, Rokitansky, Hébra, Heller i Helm. Tanmateix, a la cort preval l'opinió del doctor Klein, i el 20 de març del 1849 Semmelweis és novament expulsat de la Maternitat.
En paraules del professor Hebra: «Quan es faci la història dels errors humans es trobaran difícilment exemples d'aquesta classe i provocarà sorpresa que homes tan competents, tan especialitzats, poguessin, en la seva pròpia ciència, ser tan cecs, tan estúpids».
Es trasllada de nou a la seva ciutat natal, en plena revolució hongaresa, i el seu amic Markusovsky el troba mesos després vivint en la misèria, amb un braç i una cama fracturats, i famolenc. Gràcies a ell és acceptat a la Maternitat de Sant Roc de Budapest, i passarà els propers anys escrivint en secret la seva obra principal: De l'etiologia, el concepte i la profilaxi de la febre puerperal.

## Últims anys

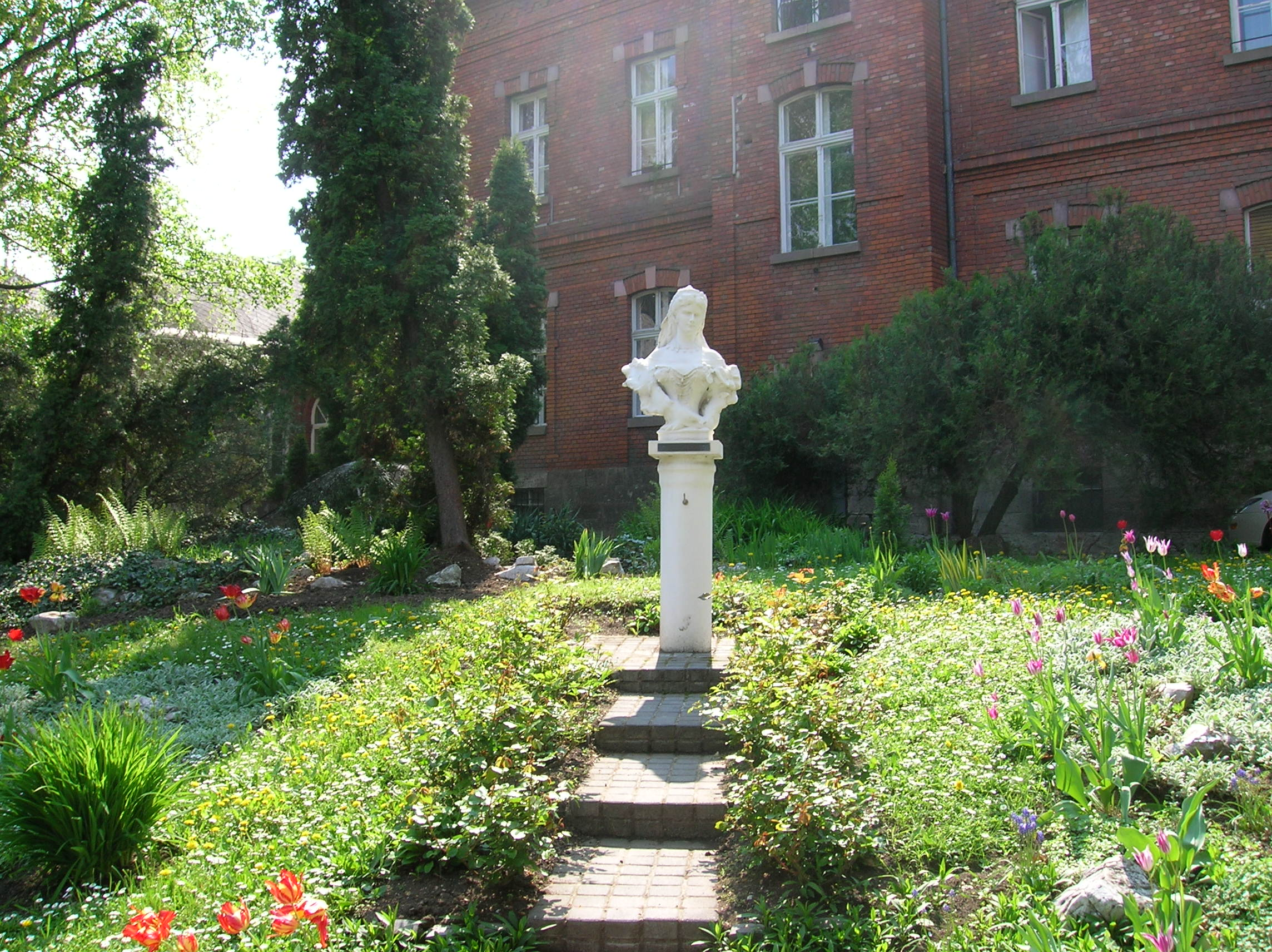
Hospital Semmelweis, a Miskolc, Hongria.

El 1854, després de la mort del professor Birly, és nomenat professor de la Maternitat del clínic de la Universitat de Pest, i a partir d'aquest moment pràcticament desapareix la mortalitat per sèpsia puerperal.
L'ambient hostil l'empeny a escriure una carta a tots els professors d'obstetrícia:
| « | Carta oberta a tots els professors d'obstetrícia. M'hauria agradat molt que el meu descobriment fos d'ordre físic, perquè s'expliqui la llum com s'expliqui no per això deixa d'il·luminar, i no depèn pas dels físics. El meu descobriment, ai !, depèn dels tocòlegs. I amb això ja està tot dit ... Assassins! Crido jo a tots els que s'oposen a les normes que he prescrit per evitar la febre puerperal. Contra ells, m'aixeco com a resolt adversari, tal com hom ha d'alçar-se contra els partidaris d'un crim! Per a mi, no hi ha altra manera de tractar-los que com a assassins. I tots els que tinguin el cor al seu lloc pensaran com jo! No cal tancar les sales de maternitat perquè cessin els desastres que deplorem, sinó que convé fer fora els tocòlegs, ja que són ells els que es comporten com a autèntiques epidèmies ... | » |

Aquest gest empitjora la seva situació pública i comença un període de declivi intel·lectual, en què arriba a enganxar pasquins per les parets de la seva ciutat en els quals adverteix els pares de les dones embarassades del risc que corren si van als metges.
A mitjan 1865, el seu comportament públic va esdevenir irritant i vergonyós per als seus col·legues. També va començar a beure immoderadament; passava cada vegada més temps lluny de la família, de vegades en companyia d'una prostituta, i la seva dona es va adonar dels canvis en el seu comportament sexual. El 13 de juliol del 1865 la família de Semmelweis va visitar els amics, i durant la visita el comportament de Semmelweis semblava particularment inapropiat.
La naturalesa exacta de l'aflicció de Semmelweis ha estat un tema de debat. Segons K. Codell Carter, en la seva biografia de Semmelweis, la naturalesa exacta de la seva aflicció no es pot determinar.
"És impossible que es pugui apreciar la naturalesa del trastorn de Semmelweis. Pot haver estat la malaltia d'Alzheimer, un tipus de demència, que s'associa amb un ràpid deteriorament cognitiu i canvis d'humor. Pot haver estat la tercera etapa de sífilis, una malaltia llavors comuna dels obstetres que examinaven milers de dones en institucions que proporcionaven assistència mèdica gratuïta, o pot haver estat l'esgotament emocional per excés de treball i l'estrès".:75
El 1865, János Balassa va escriure un document en referència a Semmelweis a una institució mental. El 30 de juliol, Ferdinand Ritter von Hebra el va atreure, amb el pretext de visitar un dels "nous Instituts" de Hebra, a un manicomi vienès situat a Lazarettgasse (Landes-Irren-Anstalt in der Lazarettgasse). Semmelweis va conjecturar el que estava passant i va intentar marxar. Va ser brutalment colpejat per diversos guàrdies, ficat en un camisa de força i confinat a una cel·la fosca. A part de la camisa de força, els tractaments a la institució mental incloïen ruixar-lo amb aigua freda i l'administració d'oli de ricí, un laxant. Va morir després de dues setmanes, el 13 d'agost del 1865, quan tenia 47 anys, d'una ferida gangrenosa, possiblement causada per la pallissa. L'autòpsia va donar com a causa de la mort piohèmia - enverinament de la sang.:76–78
Semmelweis va ser enterrat a Viena el 15 d'agost del 1865. Només unes poques persones van assistir al servei.:78 Van aparèixer breus obituaris en unes poques revistes mèdiques a Viena i Budapest. Tot i que les regles de l'Associació Hongaresa de Metges i científics naturals especificaven que es faria un discurs commemoratiu de la mort d'un membre, el fet és que aquest discurs mai no va tenir lloc; la seva mort mai es va esmentar.:79
János Diescher va ser nomenat successor de Semmelweis a la Clínica de Maternitat de la Universitat de Pest. Immediatament, les taxes de mortalitat van augmentar sis vegades al 6%, però els metges de Budapest no van dir res; no hi va haver queixes ni protestes. Gairebé ningú - ni a Viena ni a Budapest - semblava disposat a reconèixer la vida i l'obra de Semmelweis.:79
Les seves restes es van traslladar a Budapest el 1891. L'11 d'octubre del 1964 es van traslladar de nou a la casa en què va néixer. La casa ara és un museu i una biblioteca històrica, en honor d'Ignaz Semmelweis.

## Obra

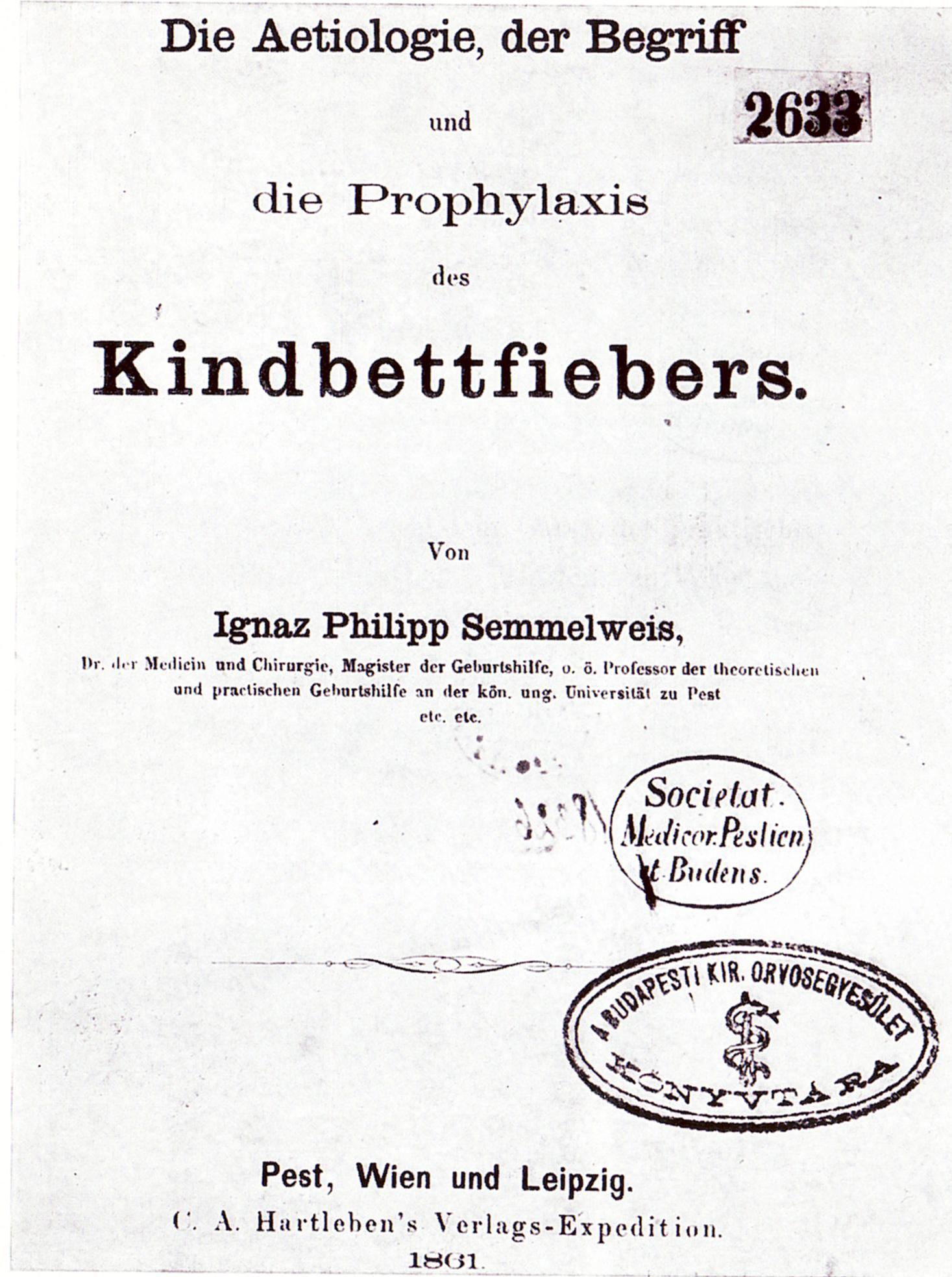

- La vida de les plantes (tesi doctoral, 1841).
- De l'etiologia, el concepte i la profilaxi de la febre puerperal (Die Ätiologie, der Begriff und die Prophylaxis des Kindbettfiebers. Escrita el 1860, publicada el 1861).